# Tudor Băluță
Tudor Cristian Băluță (* 27. März 1999 in Craiova) ist ein rumänischer Fußballspieler. Der defensive Mittelfeldspieler, der auch als Innenverteidiger in der Abwehr eingesetzt werden kann, wechselte 2019 nach England in die Premier League zu Brighton & Hove Albion, konnte sich dort jedoch verletzungsbedingt nicht durchsetzen und kehrte im Juli 2022 in die rumänische Heimat zurück. Seit 2024 spielt er für Śląsk Wrocław.

## Karriere

### Verein

#### Viitorul Constanța
Băluță begann die fußballerische Laufbahn im Alter von acht Jahren in seiner Geburtsstadt, als er sich der Fußballschule des aus Craiova stammenden Ex-Nationalspielers Gheorghe Popescu anschloss. Sechs Jahre später fing er an, die Jugendakademie des Profiklubs Viitorul Constanța zu besuchen. Als 17-Jähriger debütierte er für Constanța in der höchsten rumänischen Spielklasse per Einwechslung beim 7:1-Kantersieg gegen ASA Târgu Mureș am 2. Mai 2016 – vier Tage später folgte ein zweiter Kurzeinsatz. Als sein Klub in der anschließenden Saison 2016/17 die erste rumänische Meisterschaft in der Vereinsgeschichte einfuhr, blieb Băluță noch außen vor. Ab der Spielzeit 2017/18 war er jedoch fester Bestandteil der Mannschaft; dazu feierte er seinen internationalen Einstand in der Europa League gegen Red Bull Salzburg, der jedoch mit einer 0:4-Niederlage endete. Mit seinen Darbietungen im zentralen Mittelfeld und der flexiblen Einsatzfähigkeit auch im Abwehrverbund, entwickelte er sich zu einem der größten Talente im rumänischen Fußball, was sich auch in zunehmenden Berufungen in die rumänischen Auswahlmannschaften ausdrückte. Vergleiche mit dem „Mittelfeldstrategen“ Gheorghe Popescu wurden gezogen, der wiederum Băluță mit den Worten „Unglaubliche Entschlossenheit, kluger Junge, kompletter Fußballer“ „adelte“.

#### Brighton & Hove Albion
Nachdem Băluță in den ersten 15 Spielen der Saison 2018/19 seine gute Form bestätigt hatte, unterschrieb er am 31. Januar 2019 einen Vertrag bis Sommer 2022 beim englischen Erstligisten Brighton & Hove Albion. Das Transfergeschäft beinhaltete, dass Băluță für die noch laufende Spielzeit weiter für Constanța auflief. Dort war er am 25. Mai 2019 in der Startelf der Mannschaft, die mit 2:1 im Finale gegen Astra Giurgiu den rumänischen Pokal gewann.
Kurz nach Beginn des Jahres 2020 schlossen sich weitere Leihengagements in den Niederlanden bei ADO Den Haag sowie für die folgende Saison 2020/21 in der Ukraine bei Dynamo Kiew an. Verletzungsbedingt trat er jedoch in Kiew nicht nennenswert in Erscheinung. Ein Jahr später, als sein Vertrag in Brighton endete, kehrte Băluță nach Constanta zurück, um dort für Farul unter Trainer Gheorghe Hagi sein Comeback zu geben.

#### Śląsk Wrocław
Im Sommer 2024 wechselte Băluță zu Śląsk Wrocław in die polnische Ekstraklasa.

### Nationalmannschaft
Băluță absolvierte am 31. Mai 2018 sein erstes A-Länderspiel für Rumänien per Einwechslung für Dragoș Nedelcu beim 3:2 gegen Chile. Gut ein Jahr später bestritt er mit der U-21-Auswahl die Europameisterschaftsendrunde 2019 in Italien, obwohl er in den zuvorigen Qualifikationspartien nicht vertreten gewesen war. Er schoss beim 4:1-Auftaktsieg gegen Kroatien ein Tor und er agierte in allen restlichen Partien bis zum 2:4-Halbfinalaus gegen Deutschland.

## Titel/Auszeichnungen
- Rumänischer Pokal: 2019